# Esolus theryi
Esolus theryi is een keversoort uit de familie van de beekkevers (Elmidae). De wetenschappelijke naam van de soort werd in 1922 gepubliceerd door Alluaud.
Charles Alluaud